# テルトゥリアヌス

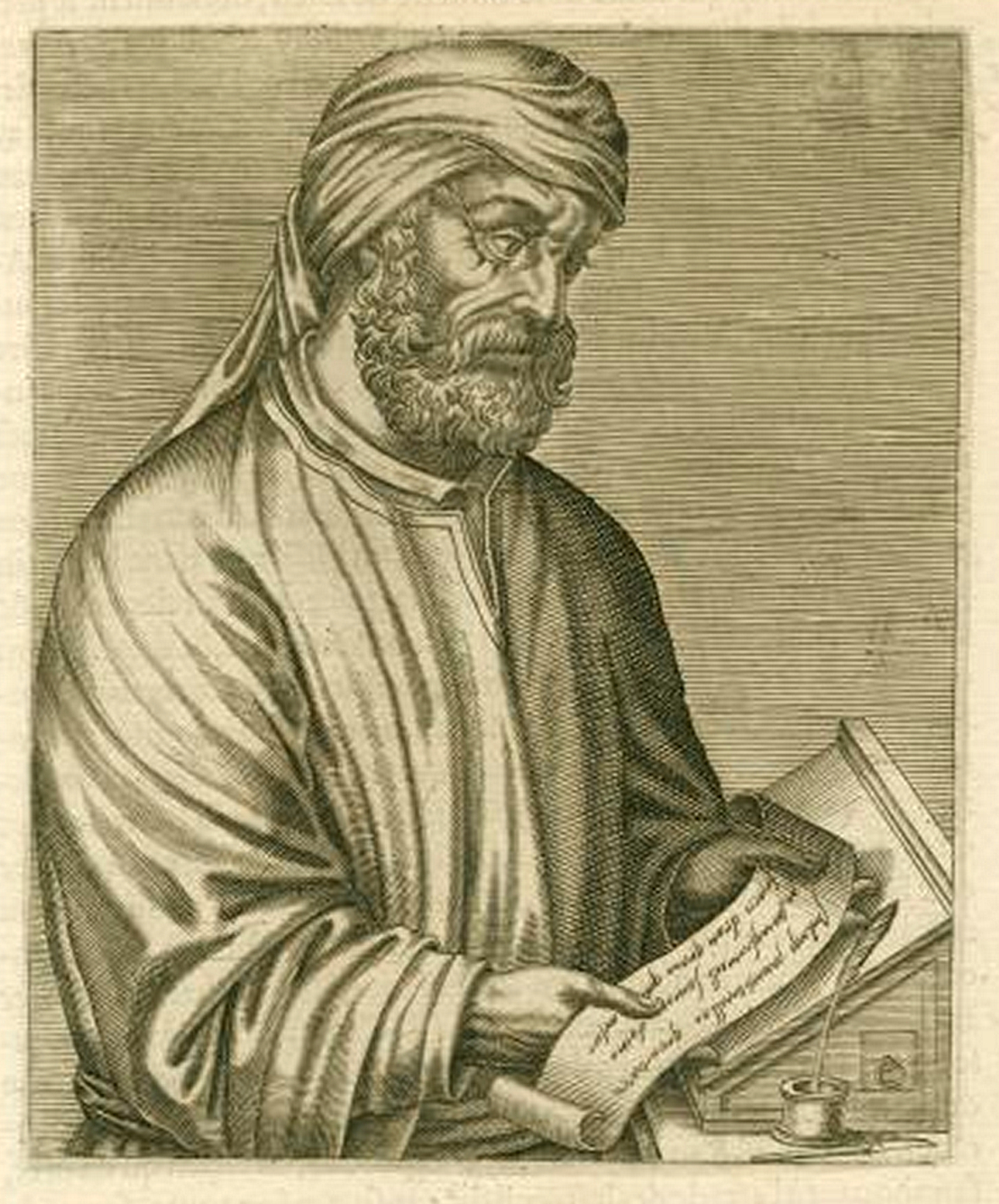
テルトゥリアヌス

クイントゥス・セプティミウス・フロレンス・テルトゥリアヌス（Quintus Septimius Florens Tertullianus, 160年? - 220年?）は、2世紀のキリスト教神学者。ラテン語で著述を行ったいわゆるラテン教父の系統に属する最初の一人。テルトリアヌスとも。

## 概要
カルタゴ（現チュニジア）に生まれる。その生涯についてはほとんど知られていない。197年にはローマにおいて洗礼を受けていたことがわかっている。彼は法学と修辞学を学び、その知識をキリスト教擁護に活かした。カルタゴに戻った彼は、キリスト教信仰を異教徒に対して弁明するための文書、正統主義信仰を異端から擁護するための論駁書を数多く著した。
テルトゥリアヌスは神学や弁証学を聖書以外のものに基礎づけることに激しく反対した。彼は聖書の充全性の原理を唱えた古代の人々の中でも、最も強力にそれをした人物の一人に数えられる。「アテネとエルサレムと何の関係があろうか。アカデメイアと教会と何の関係があろうか」と問い、真の神の知識を得るために世俗の哲学を引き合いに出そうとする人々に激しい批判をしている。
厳格なキリスト教徒として生きようとした彼は最終的に、モンタノス派に加わった。このため重要な神学者であるにもかかわらず、聖人崇敬を行う各教派（正教会・東方諸教会・カトリック教会・聖公会）のいずれにおいても列聖されていない。後にモンタノス派の中でも衝突を起こし、自らのグループ（テルトゥリアヌス派）を形成したようである。
テルトゥリアヌスはキリスト論、三位一体論を系統的に論じた最初の人物であり、『護教論』など31編の著作が現存する。
「殉教者の血は教会の種」ということばが有名。

## 本人はそのままの形では述べていない有名な文言
「不条理なるが故に我信ず」（別の訳例としては「不合理なるが故に我信ず」等、ラテン語: Credo quia absurdum）という言葉が、しばしばテルトゥリアヌスに帰せられる言葉として言及されるが、実際にはそれは誤りで、テルトゥリアヌスはその通りには述べていない。
テルトゥリアヌスが実際に述べた文言は以下の通りである。
| テルトゥリアヌス『キリストの肉について』 |

| "De Carne Christi", Quintus Septimius Florens Tertullianus |

ヤロスラフ・ペリカンは、イエス・キリストに（新約聖書・ヨハネによる福音書において）「ロゴス」という名が与えられたことは、キリスト信仰の逆説性を、信仰の非合理性を讃美するほどに重んずる傾向に歯止めをかけるはたらきを持つものであるとし、これを前提とした上で、テルトゥリアヌスによる本来の文言を紹介。テルトゥリアヌスの文言が直解主義・反知性主義といったかたちで独自に権威主義的に取り上げられることについて批判的に述べている。

## 主な著作
- 『護教論』
- 『ユダヤ人反駁』

Opera omnia, 1598

- 『魂の証について』人間の魂を裁判の場に立たせる内容。
- 『見世物について』
- 『祈りについて』
- 『女性の服装について』
- 『ヘルモゲネス反駁』
- 『マルキオン反駁』
- 『慎みについて』
- 『プラクセアス反駁』モンタノス運動に加わっている時期に書かれた最も重要な著作で、後の三位一体論、キリスト論をめぐる論争にとって極めて重要となる「一つの本質における三つの位格」という定式を示した。彼は「位格」や「本質」という語を法的な概念に基づいて用いたが、後の神学者たちはこれらの用語を形而上学的に論じた。[1]
- 『キリストの肉体について』
- 『異端者への抗弁』　テルトゥリアヌスの精神が最もよく発揮されている著作。